# Révision constitutionnelle haïtienne de 2011
La Constitution d'Haïti (créole haïtien : Konstitisyon Ayiti) a été calquée sur les constitutions des États-Unis et de la France par la méthode du mimétisme constitutionnel. L'actuelle Constitution a été approuvée par le Parlement en mars 2011 et est entrée en vigueur le 20 juin 2012.

## Les constitutions antérieures
Haïti a connu au cours de son histoire près de 23 constitutions différentes.